# Хана Аренд
 Тази статия е за философа.  За наградата вижте Награда „Хана Аренд“.  
Хана Аренд (на немски: Hannah Arendt) е германо-американски политически теоретик и философ. Тя оказва сериозно влияние върху съвременната философия с книгата си „Тоталитаризъм“, в която разкрива механизмите на действие на тоталитарното управление, поставяйки под общ знаменател фашизма и комунизма.

## Биография
Родена е на 14 октомври 1906 година в Линден, днес част от Хановер, Германия, в еврейско семейство. Израства в Кьонигсберг (днешен Калининград; родния град на Имануел Кант, на когото тя се възхищава) и Берлин. Учи философия при Мартин Хайдегер в Марбургския университет. Има краткотрайна романтична връзка с Хайдегер – донесла ѝ много критики поради неговата обвързаност с нацистите.
След Марбург Аренд отива в Хайделберг, където пише своята дисертация за любовта в творчеството на Св. Августин (354 – 430) под ръководството на философа и психолог-екзистенциалист Карл Ясперс.
През 1929 г. в Берлин се омъжва за Гюнтер Щерн, по-късно известен като Гюнтер Андерс (през 1937 се развеждат). Същата година публикува дисертацията си, но тъй като е от еврейски произход, на Аренд е отказана хабилитация, условие за преподаване в германските университети.
Аренд изследва антисемитизма за известно време, преди да бъде разпитвана от Гестапо. Поради това заминава за Париж, където се сприятелява с марксисткия литературен критик Валтер Бенямин, първи братовчед на съпруга ѝ. Докато е във Франция, Аренд подкрепя и помага на еврейски бежанци. Изпратена е в лагера Гурс, но успява да избяга след няколко седмици.
Заради немската военна окупация на Северна Франция по време на Втората световна война и депортирането на евреите в нацистките концлагери, както и колаборационисткия режим във Виши, Аренд се принуждава да напусне Франция. През 1940 г. тя се омъжва за германския поет и марксистки философ Хайнрих Блюхер, по това време бивш член на Комунистическата партия.
През 1941 г. Хана Аренд избягва със съпруга си и майка си в САЩ. Те разчитат на животоспасяващите ги визи, нелегално издадени от американския дипломат Хирам Бингам IV, който помага по този начин на приблизително 2500 еврейски бежанци. Друг американец, Вариян Фрай, ги подпомага финансово и им осигурява визите. С пристигането си в Ню Йорк Аренд става активна членка на немско-еврейската общност. От 1941 до 1945 г. тя води своя рубрика в немскоезичния вестник „Ауфбау“. От 1944 г. ръководи изследвания за Комисията за европейско-еврейско културно възстановяване, поради което пътува често до Германия в тази си роля.
След Втората световна война тя се завръща в Германия и работи за Youth Aliyah, ционистка организация, която спасява хиляди деца от Холокоста и ги установява в Палестина. Става близка приятелка с Карл Ясперс и неговата съпруга, развивайки дълбоко интелектуално приятелство с него. Аренд също започва кореспонденция и с Мери Маккарти.
През 1950 г. става натурализирана гражданка на Съединените щати. Гостуващ лектор е в Калифорнийския университет в Бъркли, Принстънския университет и Северозападния университет. През пролетта на 1959 г. става първата жена лектор в Принстън. Преподава и в Чикагския университет, където е членка на Комитета по социално мислене, в Новия университет в Манхатан, в Йейлския университет, където работи като сътрудник и в Центъра за академични изследвания в Уеслианския университет (1961 – 1962, 1962 – 1963). Избрана е за сътрудник на Американската академия за изкуства и наука през 1962 г. и за член на Американската академия за изкуства и литература през 1964 г.
Умира от инфаркт на 4 декември 1975 г. в Ню Йорк на 69-годишна възраст. Погребана е в Бард Колеж в Анадейл на Хъдсън, Ню Йорк, където съпругът ѝ преподава в продължение на години.

## Творчество
В своя труд „Произход на тоталитаризма“ („The Origins of Totalitarianism“, 1951), най-вече в неговия трети том „Тоталитарзмът“, Хана Арент първа синтезира общата научна концепция за тоталитаризма. При това тя се базира на по-ранните анализи на автори, като Виктор Серж, Луиджи Стурцо, Виктор Кравченко, Франц Боркенау, Франц Нойман, както и на наблюдатели, вече отбелязвали сходствата между комунизъм, фашизъм и националсоциализъм, като Ханс Кон, Жак Маритен и Карлтън Хейс.
„Произход на тоталитаризма“ си поставя за цел да разкрие механизмите на възникване и функциониране на тоталитарното управление, разглеждайки три преминаващи един в друг етапа – предпоставки за възникването му, тоталитарното движение и самото тоталитарно управление. Тя откроява основните общи черти на тоталитарните движения – деструктивност и антисистемност, особено в периода на първоначално разрастване, идеология, превърната в своеобразна светска религия, активна пропаганда, преливаща в масов терор, тоталитарна организация, проникваща в цялото общество и осъществяваща пълен контрол над него. Допълнителни характеристики, които също играят важна роля за тоталитарния режим, са йерархичната организация, култът към личността на лидера и сливането на тоталитарната партия с държавата.
Хана Аренд пише недвусмислено за тоталитаризма като за „зло“, а по-късно, докато отразява процеса срещу Адолф Айхман за сп. „Ню Йоркър“ през 1963 г. (репортажи, събрани по-късно в книгата „Айхман в Йерусалим“), тя назовава това с термина баналността на злото.

## Игрален филм
През 2012 г. излиза немски игрален филм, озаглавен „Хана Аренд“, режисиран от Маргарете фон Трота, с Барбара Зукова в ролята на Аренд. Филмът се концентрира върху процеса срещу Адолф Айхман и противоречията, създадени от книгата на Аренд, която по това време е криворазбрана като защитаваща Айхман и критикуваща еврейските лидери заради Холокоста. В ключова сцена Аренд отговаря пред зала, пълна с нейни студенти, че всеки желаещ да пише за този период в историята има задължение да се опита да разбере това, което превръща обикновените хора в инструменти на тоталитаризма.